# Bitwa pod Berdyczowem (VI 1920)

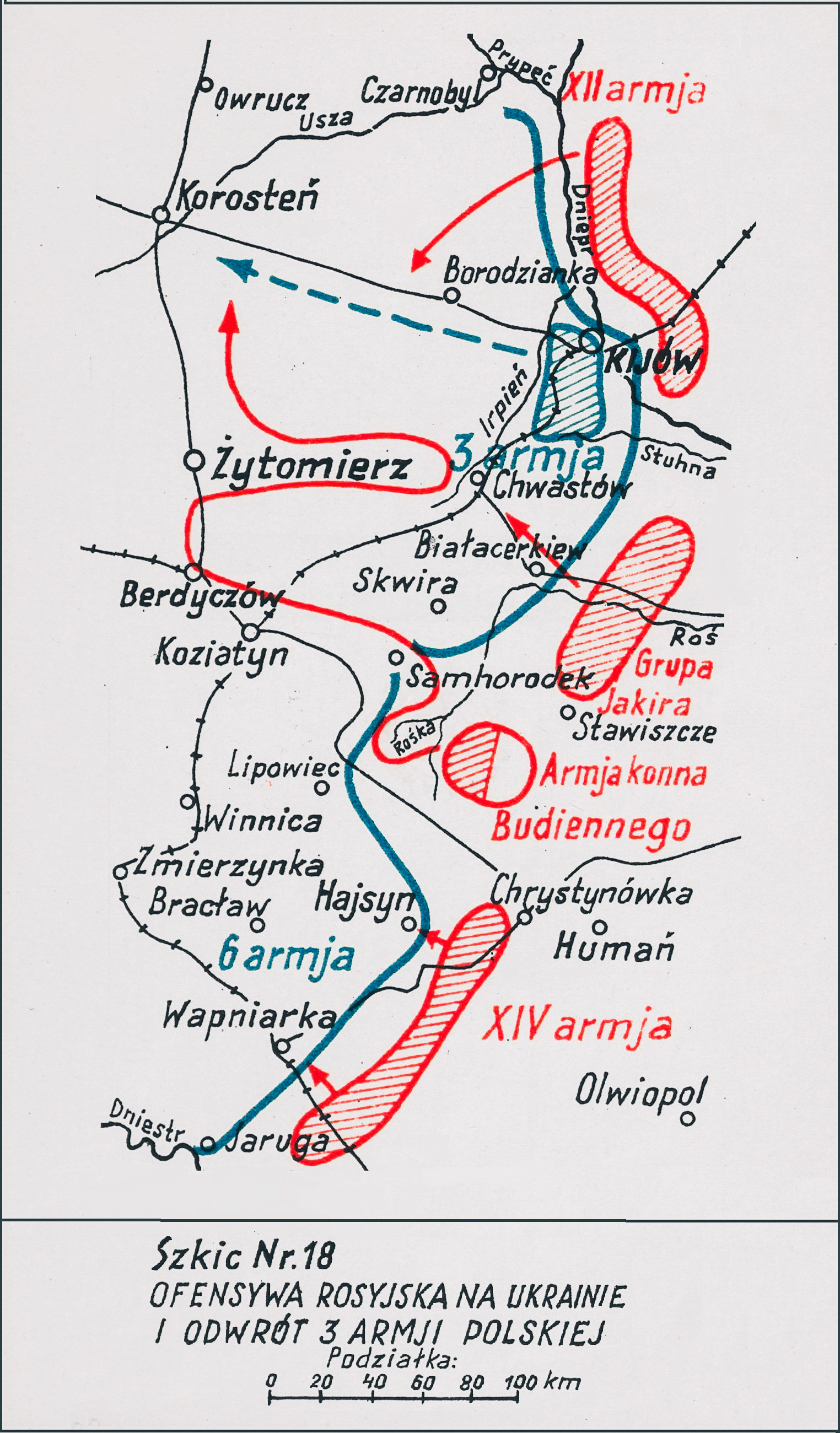
Adam Przybylski,
Wojna polska 1918–1921

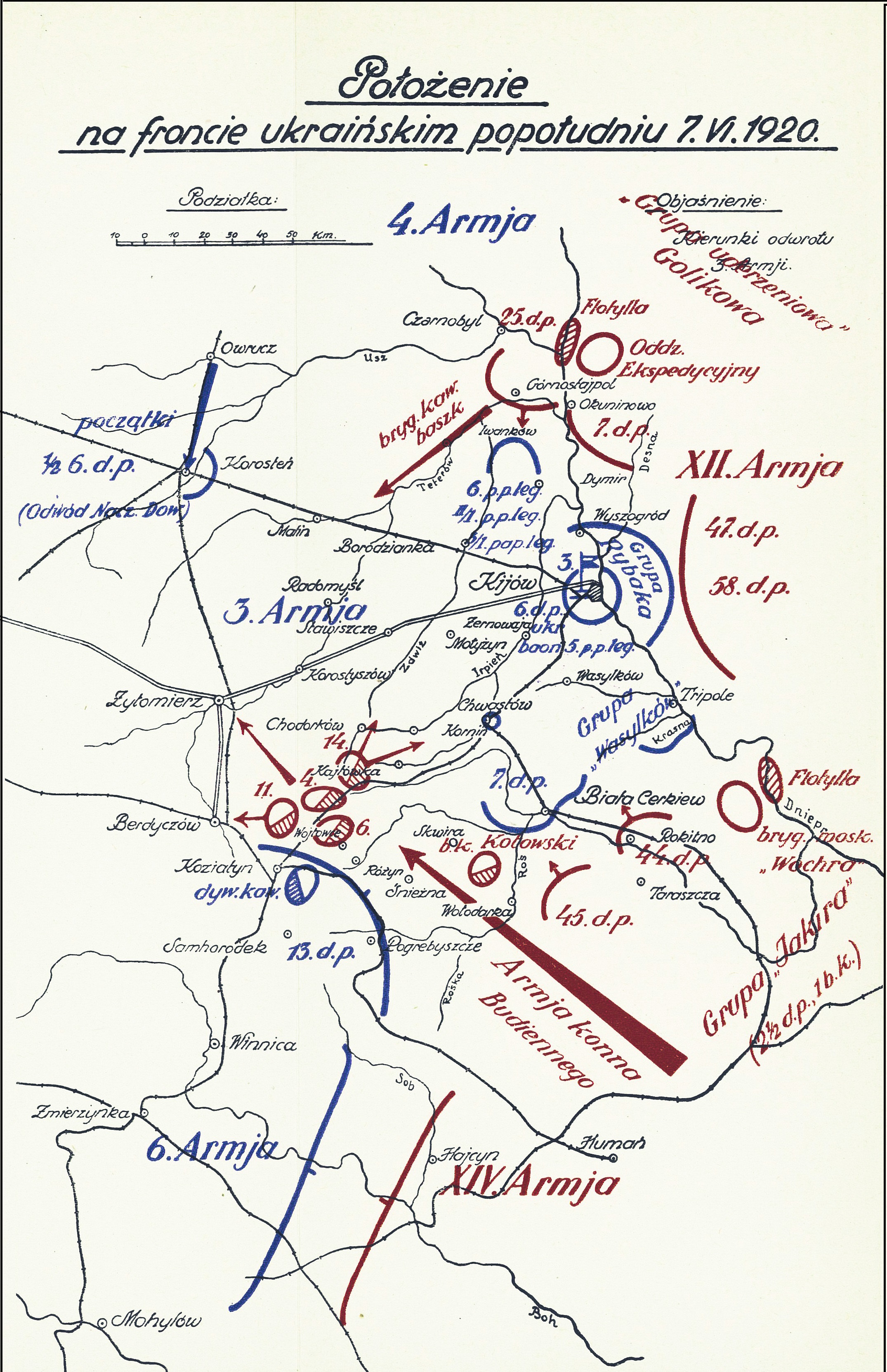
Gen. Tadeusz Kutrzeba
Wyprawa kijowska 1920 roku

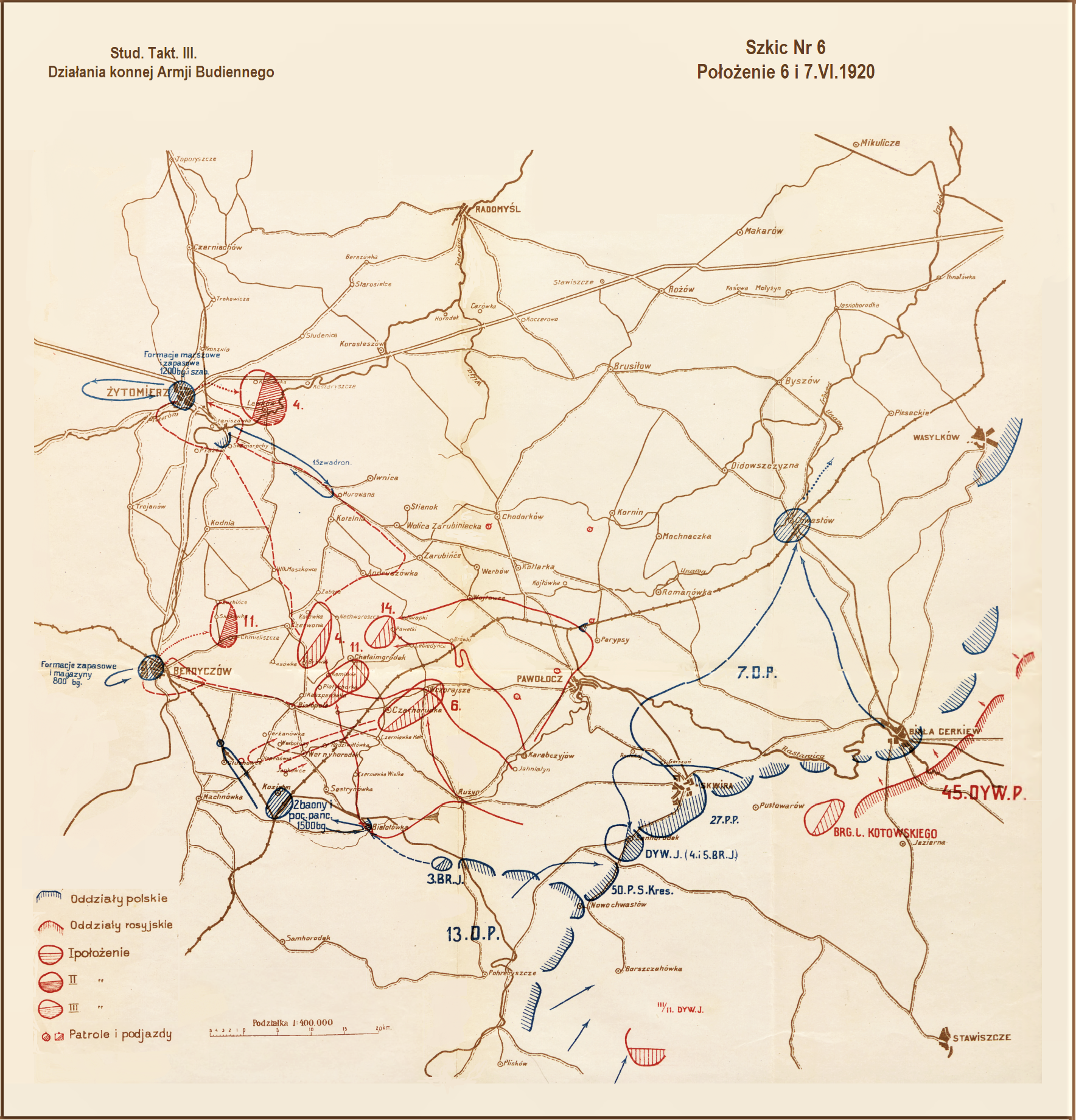
Mieczysław Biernacki,
Działania armji konnej Budiennego w kampanji polsko-rosyjskiej 1920 r.

Bitwa pod Berdyczowem – walki polskich oddziałów tyłowych z sowiecką 11 Dywizją Kawalerii ze składu 1 Armii Konnej Siemiona Budionnego toczone w okresie ofensywy Frontu Południowo-Zachodniego w czasie wojny polsko-bolszewickiej.

## Sytuacja ogólna
25 kwietnia rozpoczęła się polska ofensywa na Ukrainie. Przeprowadzona w dwóch fazach operacja zaczepna polskich armii zakończyła się spektakularnym sukcesem. Zajęcie 7 maja Kijowa i utworzenie przedmościa na wschodnim brzegu Dniepru zakończyło polską ofensywę na Ukrainie.
Po zakończeniu walk większość uczestniczących w niej jednostek polskich zorganizowała obronę punktową, a front ustabilizował się na linii od Prypeci, wzdłuż Dniepru, przez Białą Cerkiew, Skwirę, Lipowiec, Bracław, Wapniarkę do Jarugi nad Dniestrem.
Armia Czerwona wykorzystała ten czas na reorganizację sił i przygotowanie ofensywy. W rejon działań przybyła 1 Armia Konna Siemiona Budionnego.
26 maja rozpoczęła się sowiecka ofensywa na Ukrainie. Budionny, po początkowych niepowodzeniach w walce z polską 13 Dywizją Piechoty, przegrupował siły i skoncentrował swoje oddziały naprzeciw styku polskich 3. Armii gen. Edwarda Śmigłego-Rydza i 6. Armii gen. Wacława Iwaszkiewicza.
Rano 5 czerwca trzy dywizje sowieckiej 1 Armii Konnej przeszły do działań zaczepnych na odcinku grupy gen. Jana Sawickiego i przełamały polski front.
Pod Samhorodkiem i w rejonie Ozierny powstała luka szerokości około dziesięciu kilometrów. W ciągu kilku godzin 11 Dywizja Kawalerii opanowała rejon Rużyna, 4 Dywizja Kawalerii Jahniatyna, a 14 DK Karabczyjowa.

## Walki pod Berdyczowem
Będąca w przestrzeni operacyjnej wojsk polskich 1 Armia Konna Budionnego parła na zachód. Wykonując rozkaz dowódcy armii, nad ranem 7 czerwca jej 11 Dywizja Kawalerii dotarła do rejonu Kamienicy Piatyhorskiej i stąd ruszyła na Berdyczów.
W mieście stacjonowała Brygada Zapasowa 6 Dywizji Ukraińskiej, kilka polskich oddziałów etapowych, część dowództwa 2 Armii i szpital polowy nr 505.
Po zaciętych starciach ulicznych Polacy i Ukraińcy wycofali się na Łysą Górę i tam zajęli stanowiska obronne. Kozacy Budionnego wymordowali pacjentów i personel szpitala polowego, zniszczyli stację i skład amunicji artyleryjskiej. Wieczorem 11 Dywizja Kawalerii wycofała się na północny wschód od miasta w rejon Zubrzyce – Skokówka – Chmieliszcze, a nocą z 7 na 8 czerwca do miasta wróciła polsko-ukraińska załoga.

## Bilans walk
Zniszczenia dokonane przez kawalerię sowiecką i rozbicie oddziałów etapowych wywołały wiele zamieszania i panikę na tyłach wojsk polskich.
Zbytnie zaangażowanie się Budionnego w obszarze Berdyczów–Żytomierz spowodowało, że nie uderzył on w odsłonięte skrzydło i tyły polskiej 3 Armii gen. Rydza-Śmigłego i nie zrealizował nakazanego mu rozkazu współdziałania z 45 Dywizją Strzelców i pobicia polskiej 7 Dywizji Piechoty. Umożliwiło to operującej pod Kijowem polskiej 3 Armii wyjście z rysującego się kotła okrążenia.